# 布魯克斯縣 (喬治亞州)
布魯克斯县（英語：Brooks County）是位於美國喬治亞州南部的一個縣，南界佛羅里達州。面積1,289平方公里。根據美國2000年人口普查，共有人口16,450人，2005年估計人口為16,327人。縣治奎特曼（Quitman）。
成立於1858年12月11日。縣名以曾任眾議員（代表南卡羅萊納州）的普雷斯顿·斯密·布鲁克斯命名。